# Evenin' Blues
Evenin' Blues — студійний альбом американського блюзового співака Джиммі Візерспуна, випущений у 1963 року лейблом Prestige.

## Опис
Гарна, розслабляюча сесія від співака Джиммі Візерспуна з орга́ном, Кліффордом Скоттом (який зіграв на «Honky Tonk» Білла Доггетта) на тенор-саксофоні і Ті-Боун Вокером на гітарі. Серед списку пісень відомі «Good Rockin' Tonight» і «Kansas City», а також «Don't Let Go» (можливо звучить краще, аніж успішна версія Роя Гемільтона) і заглавна «Evenin'». Перевидання на CD включає невидані раніше альтернативні дублі чотирьох пісень.

## Список композицій
1. «Money's Gettin' Cheaper» (Джиммі Візерспун) — 2:49
2. «Grab Me a Freight» (Лоррейн Волтон) — 3:45
3. «Don't Let Go» (Джессі Стоун) — 2:49
4. «I've Been Treated Wrong» (Роберт Браун) — 3:27
5. «Evenin'» (Ройс Свейн) — 2:42
6. «Cane River» (Джиммі Візерспун) — 2:33
7. «Baby, How Long» (Брауні Макгі) — 2:48
8. «Good Rockin' Tonight» (Рой Браун) — 2:43
9. «Kansas City» (Джеррі Лейбер, Майк Столлер) — 3:05
10. «Drinking Beer» (Джиммі Візерспун) — 2:15

## Учасники запису
- Джиммі Візерспун — вокал
- Кліффорд Скотт — альт-саксофон, тенор-саксофон, флейта
- Берт Кендрікс — фортепіано, орган
- Ті-Боун Вокер — гітара
- Кларенс Джонс — контрабас
- Вейн Робертсон — ударні

Технічний персонал
- Девід Аксельрод — продюсер